# Vladimír Železný

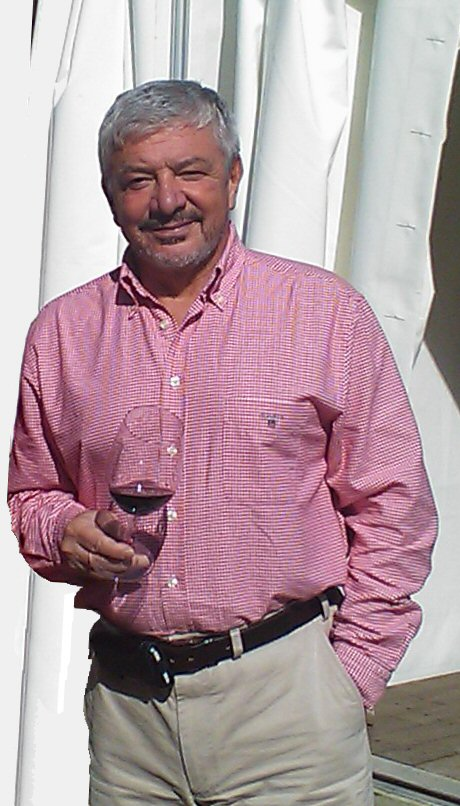
Vladimír Železný (Prager Weinfestival, 2010)

Vladimír Železný, Pseudonym aus den Zeiten vor November 1989 Vladimír Silný, Jakub Stein, (* 3. März 1945 in Kuibyschew (heute Samara), Sowjetunion) ist ein tschechischer Medien-Unternehmer und Politiker. Von 1994 bis 2003 war er Generaldirektor des Fernsehsenders TV Nova. Von 2002 bis 2004 gehörte er dem tschechischen Senat und anschließend bis 2009 dem Europäischen Parlament an. Er war Mitglied der Partei Nezávislí („Unabhängige“), dann von 2005 bis 2015 Parteivorsitzender der von ihm gegründeten populistischen Nezávislí demokraté (NEZDEM; „Unabhängigen Demokraten“).

## Leben
Sein Vater, Teodor Eisenkraft (1916–1991; übersetzte seinen Namen später in tschechisch Železný), war Angehöriger der tschechoslowakischen Einheiten, die in der Ukraine gegen die deutschen Besatzer kämpften. 1963 legte Vladimír Železný in Prag das Abitur ab und trat die Stelle eines Produktionsassistenten beim Tschechischen Fernsehen an. Ein Jahr später begann er mit dem Studium der Sozialwissenschaften an der Karls-Universität Prag.
Nach Beendigung des Studiums 1968 arbeitete er wieder beim Fernsehen, nach der Besetzung der Tschechoslowakei durch die Armeen des Warschauer Paktes nahm er aktiv an der Ausstrahlung von Sendungen durch das illegale Fernsehen teil. Kurz darauf ging er nach England und arbeitete in der Presseagentur Associated Press. 1969 kehrte er nach Prag zurück und schrieb seine Doktorarbeit. In den siebziger und achtziger Jahren durfte er nicht öffentlich auftreten, wurde Redakteur eines technischen Magazins und schrieb unter dem Pseudonym Vladimír Silný Drehbücher für populärwissenschaftliche Sendungen. Unter dem Namen Jakub Stein veröffentlichte er Beiträge in im Selbstverlag erscheinenden Zeitschriften.
Nach der Samtenen Revolution begann 1990 seine aktive politische Tätigkeit als Pressesprecher des Bürgerforums (Občanské fórum). 1991 wurde er Regierungssprecher und Berater des damaligen Premiers Petr Pithart.
Von 1993 bis 2003 leitete er als Generaldirektor die Fernsehgesellschaft CET 21, zu der auch der Fernsehsender TV Nova gehörte. Hier hat er seinen US-Partner Ronald Lauder um seinen Anteil gebracht, was zur internationalen Arbitrage geführt hat, die zugunsten Lauders CME entschieden wurde. Den Schaden – 353 Millionen US-Dollar (etwa 10,5 Milliarden CZK) – tragen bis heute die tschechischen Steuerzahler, weil es in Tschechien an Gesetzen fehlt, die es ermöglichen würden, eine Schadenskompensation vom Verursacher zu verlangen.
Für die Partei Nezávislí („Unabhängige“) wurde er 2002 zum Senator gewählt. Im Senat war er Mitglied im Ausschuss für europäische Integration und Vorsitzender der Senatsfraktion Nezařazení („nicht kategorisierte“), der auch die Senatoren der Kommunistischen Partei angehörten. Nach dem EU-Beitritt Tschechiens gewannen die Nezávislí bei der Europawahl 2004 8,2 Prozent und zwei Sitze. Železný zog in das Europäische Parlament ein, wo er Vorstandsmitglied der EU-skeptischen Fraktion Unabhängigkeit/Demokratie, Mitglied des Ausschusses für regionale Entwicklung und Delegierter im Parlamentarischen Kooperationsausschuss EU-Russland war. Im August 2015 verließ er die Nezařazení und gründete seine eigene Partei Nezávislí demokraté („Unabhängige Demokraten“). Diese scheiterte mit 0,7 Prozent bei der Abgeordnetenhauswahl im Juni 2006.
Seine Immunität als Senator und später auch als Europaabgeordneter wurde vom Senat (2003) und vom Europäischen Parlament (2005/06) aufgehoben.

## Mitgliedschaften und Ämter
- Franz-Kafka-Gesellschaft (Společnost Franze Kafky) – Gründungsmitglied und Vizepräsident
- Stiftung DUHA für die Integration von Personen mit mentalen Problemen – Mitglied des Verwaltungsrates
- Stiftung fond Galerie – Vorsitzender des Verwaltungsrates
- Weinbau Tanzberg – Gründungsmitglied
- EU-Ausschuss für regionale Entwicklung – Mitglied
- EU-Ausschuss für Landwirtschaft und Dorfentwicklung – Ersatzmitglied
- Delegation im Ausschuss für parlamentarische Zusammenarbeit EU-Russland – Mitglied
- Delegation für Beziehungen zu Israel – Ersatzmitglied

## Werke
- Tak pravil Vladimír Železný aneb Malý velký muž, Prag 1999

### Medien, Artikel,case studies
- EP-Abgeordneter Vladimír Železný in Prag vor Gericht, tschechien-online.org, 31. Januar 2006
- Zynischer Populist ohne politische Überzeugung, taz.de, 14. Juni 2004
- Czech Mate: CME and Vladimir Zelezny, Harvard Business Online, Feb 10, 2004 (englisch)
- Mejstřík opět navrhl slyšení o TV Nova, senátoři jej znovu zamítli (Senator Martin Mejstřík versucht eine Anhörung des Falls TV Nova im Senat zu initiieren), cestazmeny.cz (Cesta změny), 23. Mai 2003 (auf Tschechisch)
- Mejstřík inicioval veřejné slyšení ve věci arbitráže Novy (Senator Martin Mejstřík versucht ein Gesetz über Kompensation von Schäden durch Verursacher zu initiieren), cestazmeny.cz, 18. April 2003 (auf Tschechisch)
- Senat hob strafrechtliche Immunität von Vladimir Zelezny auf, radio.cz, 24. Januar 2003
- Der Fernseh-Politiker (Memento vom 26. Dezember 2002 im Internet Archive), mdr.de, 8. Dezember 2002

| Personendaten    | Personendaten                                    |
| ---------------- | ------------------------------------------------ |
| NAME             | Železný, Vladimír                                |
| ALTERNATIVNAMEN  | Zelezny, Vladimir; Silný, Vladimír; Stein, Jakub |
| KURZBESCHREIBUNG | tschechischer Politiker, MdEP                    |
| GEBURTSDATUM     | 3. März 1945                                     |
| GEBURTSORT       | Kuibyschew, Sowjetunion                          |